# ティルヴァンナーマライ県

ティルヴァンナーマライ県の位置

ティルヴァンナーマライ県（タミル語: திருவண்ணாமலை மாவட்டம்、英語: Tiruvannamalai district）は、インド南部のタミル・ナードゥ州に属する30の県の一つ。県庁所在地はティルヴァンナーマライ。

## 概要
2001年の国勢調査では、面積6190平方キロメートル、人口218万6125人、人口密度は353人/km2。
北はヴェールール県、東はカーンチプラム県、南はヴィリュップラム県、西はクリシュナギリ県とダルマプリ県に接する。

## 歴史
1989年にノース・アールカードゥ県からノース・アールカードゥ・アンベードカル県とともにティルヴァンナーマライ・サンブヴァラーヤル県として分かれて誕生し、このうちティルヴァンナーマライ・サンブヴァラーヤル県が1996年に現在の県名に改称した。

## 行政区分

### 郡
ティルヴァンナーマライ県は、以下の6つの郡（タミル語: வட்டம்「円」、英語: taluk）に区分けされている。
- セイヤール郡（செய்யாறு ; Cheyyar）
- ヴァンダヴァーシ郡（வந்தவாசி ; Vandavasi）
- アーラニ郡（ஆரணி ; Arani）
- ポールール郡（போளூர் ; Polur）
- ティルヴァンナーマライ郡（திருவண்ணாமலை ; Tiruvannamalai）
- センガム郡（செங்கம் ; Chengam）

### 区
ティルヴァンナーマライ県は、以下の18の区（英訳 block）に区分けされている。
- ヴェーンバーッカム区（வேம்பாக்கம் ; Vembakkam）
- アナッカヴール区（அனக்கவூர் ; Anakavur）？
- セイヤール区（செய்யாறு ; Cheyyar）
- ヴァンダヴァーシ区（வந்தவாசி ; Vandavasi）
- テッラール区（தெள்ளார் ; Thellar）
- ペーラナマッルール区（பேரணமல்லூர் ; Peranamallur）
- アーラニ区（ஆரணி ; Arani）
- 西アーラニ区（மேல் ஆரணி ; West-Arani）
- ポールール区（போளூர் ; Polur）
- セーットゥッパットゥ区（சேத்துப்பட்டு ; Chetpet）
- ジャヴァドゥ・ヒルズ区（Jawathu-Hills）
- カラサッパーッカム区（கலசப்பாக்கம் ; Kalasapakkam）
- トゥリンジャープラム区（துரிஞ்சாபுரம் ; Thurinjapuram）
- キーリュペンナットゥール区（கீழ்பெண்ணத்தூர் ; Keelpennathur）
- ティルヴァンナーマライ区（திருவண்ணாமலை ; Tiruvannamalai）
- プドゥッパーライヤム区（புதுப்பாளையம் ; Pudupalayam）
- センガム区（செங்கம் ; Chengam）
- タンダランパットゥ区（தண்டரம்பட்டு ; Thandarampet）

## 文化

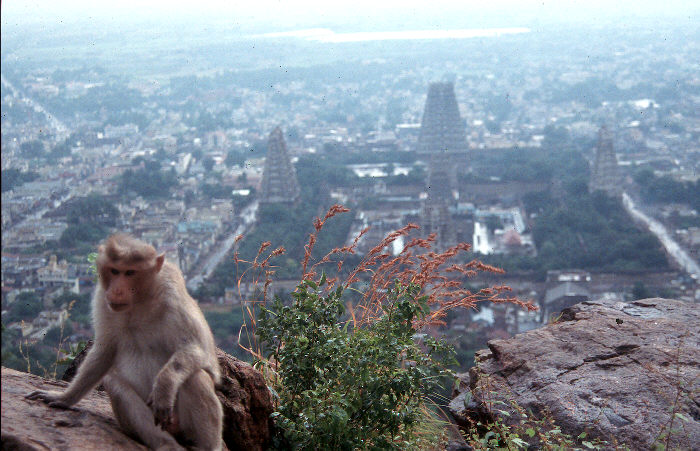
アルナーチャラ寺院

県内で生産される絹のサリーは、良質であることで知られる。ティルヴァンナーマライの市内にあるヒンドゥー教の寺院であるアルナーチャラ寺院は有名である。